# Paraná Clube
O Paraná Clube é um clube de futebol brasileiro da cidade de Curitiba, estado do Paraná, fundado em 19 de dezembro de 1989, após fusão ocorrida entre os clubes Colorado Esporte Clube e Esporte Clube Pinheiros.
Conhecido carinhosamente como Tricolor da Vila, em referência às 3 cores e alcunha das suas tradicionais praças esportivas, a Vila Capanema, fundada em 1947, cujo nome oficial é Estádio Durival Britto e Silva e a Vila Olímpica do Boqueirão, fundada em 1983, cujo nome oficial é Estádio Presidente Erton Coelho Queiroz, tem como mascote a Gralha-azul, ave-símbolo de seu estado, além de outro símbolo local, a araucária, ambas gravadas em seu escudo. O Paraná Clube sagrou-se sete vezes campeão paranaense, seis durante a Década de 1990, na qual teve a supremacia do futebol do Paraná, sendo o terceiro clube em atividade com mais títulos nesse estado.
A nível nacional, foi campeão brasileiro da Série B em 1992, e campeão do Módulo Amarelo da Copa João Havelange em 2000 (competição equivalente à Série B, mas não reconhecida pela CBF). O Clube se manteve na primeira divisão nacional até 2007, mesmo ano em que disputou a Copa Libertadores da América, retornou posteriormente em 2018 e foi despromovido no mesmo ano.
Até o final da temporada de 2025, o Tricolor disputou 1914 jogos oficiais, sendo: 767 vitórias, 516 empates e 631 derrotas.
Seus principais adversários são o Coritiba Foot Ball Club, com quem faz um dos clássicos de maior rivalidade do futebol paranaense, o Paratiba, Também possui rivalidade com o Club Athletico Paranaense, cujo duelo se chama Paratico.

## História

### Histórico das fusões
O Paraná Clube nasceu em 1989, numa fusão entre o Colorado Esporte Clube e o Esporte Clube Pinheiros. O resultado foi a fundação do Clube paranaense mais bem sucedido da década de 1990. Nos primeiros dez anos de vida, o Tricolor venceu seis vezes o Campeonato Paranaense de Futebol. A nível nacional, a projeção também foi muito rápida; em apenas três anos, o clube saiu da terceira para a primeira divisão do Campeonato Brasileiro de Futebol, conquistando o título nacional da Série B em 1992.
Voltando um pouco no tempo, no ano de 1988, dirigentes de Colorado e Pinheiros já cogitavam a possibilidade de fusão, para formar uma nova potência no futebol de Curitiba. Em setembro do mesmo ano, compareceram três representantes de cada agremiação: Darci Piana, Dely Macedo e Raul Trombini, do Colorado, e Jorge Celestino Buso, Aramis Tissot e Ocimar Bolicenho, do Pinheiros. Nesta reunião, foi aprovado, oficialmente, o nome Paraná Clube, além as cores, a camisa, os símbolos e a distribuição patrimonial. Para mobilizar a torcida, ficou definido como local oficial dos jogos o Estádio Durival Britto e Silva, a sede oficial na Avenida Kennedy e em 19 de dezembro de 1989 nascia oficialmente o Paraná Clube.

### 1990: o início do Paraná Clube
A primeira participação em campeonatos envolvendo o Paraná Clube foi o Campeonato Paranaense de 1990, que iniciou-se em fevereiro, com uma derrota para o rival Coritiba, por 1 a 0, no primeiro jogo oficial da história do clube. A primeira vitória veio na rodada seguinte, ao derrotar o Cascavel Esporte Clube pelo placar mínimo. Depois de um longo campeonato, com duas fases de grupos sequenciais, o Paraná foi eliminado nas semifinais, após perder os dois jogos contra o Coritiba, por 2 a 0 e 1 a 0. A equipe terminou a competição em terceiro lugar, atrás dos dois rivais citadinos.
A primeira conquista paranista ocorreu em 1990, quando o clube disputou o Torneio Seletivo para a Série C de 1990, em que a equipe garante a vaga na última rodada, após empatar fora de casa com o Londrina em 0 a 0. Na disputa da Série C de 1990, o clube classifica na primeira colocação do grupo, conquistando o acesso em seguida ao eliminar o Bangu após dois empates, em 1 a 1 e 0 a 0. Na semifinal, o Tricolor não foi páreo para o América Mineiro, perdendo por 1 a 0 em Belo Horizonte e depois empatando em 1 a 1 em Curitiba.
A primeira equipe
O primeiro treinador Tricolor foi Rubens Minelli (tricampeão brasileiro pelo Internacional em 1975 e 1976 e campeão pelo São Paulo em 1977), que trouxe sua própria comissão técnica. O primeiro elenco tinha cerca de 50 jogadores, oriundos do Colorado e do Pinheiros, mesclados entre atletas mais experientes e garotos revelados nas categorias de base.

### 1991-1992: o começo das conquistas
No ano seguinte, o clube inicia a temporada com a disputa do Brasileiro Série B de 1991, chegando até as quartas de final, fase em que o Tricolor é eliminado pelo rival Coritiba. A equipe até chega a vencer o primeiro jogo por 1 a 0, mas é goleado por 4 a 0 no jogo de volta, perdendo a chance de chegar na elite do futebol nacional. No segundo semestre, a equipe conquista seu primeiro título, ao vencer o Campeonato Paranaense de 1991, levantando a taça na última rodada, após um empate contra o Coritiba por 1 a 1 no Couto Pereira. A campanha foi marcada pela força ofensiva da equipe, que terminou a competição com 52 gols marcados em 26 jogos, 14 a mais que o vice campeão Athletico, e pela histórica goleada fora de casa contra o Londrina, por 1 a 6, sendo esse o maior placar já registrado no confronto.
Na metade inicial da temporada seguinte, o clube ganha seu primeiro título nacional, ao ser campeão da Série B, após eliminar nas semifinais o Santa Cruz, no Estádio do Arruda, e derrotar o Vitória em Salvador por 1 a 0, no Estádio da Fonte Nova. A partir de então, o clube paranista entrou na elite do futebol brasileiro. No segundo semestre, a equipe não conseguiu defender o título estadual, sendo eliminado pelo União Bandeirante nas semifinais. Ainda em 1992, o Paraná disputou sua primeira Copa do Brasil de Futebol. Na estreia, 1 a 1 contra o Democrata em Governador Valadares, e em Curitiba, o time venceu por 2 a 1. No dia 18 de setembro, já pelas oitavas de final, uma vitória de 1 a 0 sobre o Grêmio, primeira derrota da história dos gaúchos jogando em casa pela competição. Contudo, a vitória Paranista seria ofuscada pela derrota na volta, quando o placar de 2 a 1 sofrido em Curitiba, custou a eliminação pelo critério dos gols fora de casa. 

### 1993-1997: a era do pentacampeonato
O Paraná abriu uma grande dinastia no estado, sagrando-se pentacampeão do estadual nos anos seguintes, entre 1993 a 1997. O terceiro título consecutivo, em 1995, foi contra o rival Coritiba, com placar de 1 a 0 e gol aos 45 minutos do 2º tempo no Estádio do Pinheirão, com quase 30 mil torcedores presentes. No tetra, em 1996, o Paraná repetiu o feito: vitória sobre o Coxa por 1 a 0, com um gol aos 43 minutos da etapa final por Ricardinho, no estádio do rival. Sob o comando de Rubens Minelli, em 1997, o clube paranista veio a conquistar o quinto título seguido, quando derrotou o União Bandeirante por 3 a 0. Na liga nacional, o Tricolor não obteve grandes sucessos nesse período, tendo como melhor campanha o 10° lugar no Campeonato Brasileiro de 1993.
A equipe participou da Copa do Brasil em 1994, quando empatou na estreia contra o Internacional, em pleno Estádio Beira-Rio, por 1 a 1. Em Curitiba, perdeu pelo placar mínimo e saiu ainda na primeira fase. Em 1995, o Paraná obteve, na primeira fase, duas vitórias por 1 a 0 sobre o Juventude. Na sequência, mais dois triunfos, pela contagem mínima, sobre o Internacional. Nas quartas de final, contra o Corinthians, empate sem gols. No jogo da volta, no Pacaembu, o Tricolor segurava o 1 a 1 que lhe garantia a vaga, a menos de dez minutos do final, contudo, um cochilo da zaga custaria a classificação.
Em 1996, o Paraná novamente chegaria às quartas de final, dessa vez, marcando um só gol nos quatro jogos. Na primeira fase, 0 a 0 em Salvador e vitória por 1 a 0 sobre o Vitória, em Curitiba; e diante do Botafogo na fase seguinte, foram 180 minutos sem gols, levando a decisão para as penalidades, com o escrete paranista levando a melhor, por 4 a 2. A seguir, o Tricolor enfrentou o Palmeiras, tido então como melhor time do país, não resistindo a força paulista e sofrendo uma derrota por 5 a 1 no placar agregado. A eliminação ficou marcada por Saulo ter marcado seu 100º gol pelo Paraná, sendo ele o maior artilheiro da história do clube.
Já em 1997, o tetracampeão paranaense voltou a tropeçar contra o Colorado gaúcho, no empate em 1 a 1 em Curitiba e derrota por 3 a 0 no Estádio Beira Rio.

### 1998: o fim da hegemonia
Em 1998, o Paraná perdeu a chance do hexacampeonato estadual, terminando a competição em terceiro lugar, sendo que no Campeonato Brasileiro, o clube conseguiu se manter na elite na última rodada, vencendo o Flamengo na Vila Olímpica do Boqueirão.
Em 1998, o Tricolor da Vila jogou a primeira fase da Copa do Brasil, contra o recém-rebaixado Fluminense, com vitória por 2 a 0 no Maracanã, eliminando a necessidade de jogo de volta. Depois, a vitória por 1 a 0 em casa, e 1 a 1 em Belo Horizonte, bastaram para eliminar o Atlético Mineiro. No entatnto, sonho acabou nas quartas de final, com duas derrotas pelo placar mínimo e diante do Santos.

### 1999-2000: contra tudo e todos, a volta por cima
No começo da década de 2000, o clube recuperou seu momento de glórias, após uma estiagem de títulos estaduais, que se iniciara em 1998. 
Em 1999, o Paraná foi eliminado da Copa do Brasil ainda na 1ª fase, pelo inexpressivo Camaçari, com derrota por 2 a 0 na Bahia e vitória por 2 a 1 em casa.
Em 2000, o Paraná estreou contra o Americano, classificando-se com o placar de 1 a 1 em Campos dos Goytacazes-RJ e vitória de 2 a 1 em Curitiba. Na 2ª rodada, derrota por 2 a 0 para o Cruzeiro em casa, sem direito sequer a jogo de volta.
No Campeonato Brasileiro de 1999, houve diversas intervenções da CBF para beneficiar os chamados "grandes", ou integrantes do Clube dos 13, a se livrarem de eventual queda à segunda divisão. Para isso, criaram um sistema duvidoso de média de pontos, entre os Clubes participantes dos Brasileirões de 1998 e 1999 (Em 1998 o PRC ficou em 20° lugar, dentre 24 Clubes, e em 1999 ficou em 17° lugar, dentre 22 Clubes), e a manobra derrubou injustamente o Tricolor para a Segunda Divisão. No ano seguinte, com a unificação do Campeonato Brasileiro, foi criada a Copa João Havelange, dividida em 4 módulos. No entanto, seria nesta Copa João Havelange, realizada em 2000, que o Paraná retornaria triunfante à elite do futebol brasileiro.
Com a confusão armada pelo Gama contra a CBF (Confederação Brasileira de Futebol) e também o Botafogo, por conta do Caso Sandro Hiroshi, o Campeonato Brasileiro acabou não sendo realizado, e substituído pela Copa João Havelange, organizada pelo Clube dos Treze, com a inclusão de Fluminense, Bahia, Juventude, América Mineiro e o próprio Botafogo, que deveriam estar na Segunda Divisão, caso este campeonato tivesse sido organizado pela CBF (impedida pela justiça desta tarefa). O resultado foi um campeonato de regulamento confuso e inchado, devido a presença de 114 times, divididas por módulos: azul, amarelo, verde e branco. O Clube dos Treze, por sua vez, recusou a presença do Paraná Clube entre as principais equipes, o relegando a jogar o Módulo Amarelo.
Todavia, com o terceiro lugar garantido no grupo classificatório, o raçudo Tricolor da Vila conseguiu chegar à final do módulo, após as fases eliminatórias. O título do módulo Amarelo veio fora de casa, contra o São Caetano, com um gol de Frédson aos 41 minutos do 2º tempo, sacramentando a volta Paranista à "Elite" do futebol brasileiro pela porta da frente. O PRC jogou, inclusive o módulo azul (equivalente à Primeira Divisão), no mesmo ano. Essa foi uma das melhores atuações Paranistas em Campeonatos Brasileiros, chegando às quartas de finais, quando foi eliminado pelo Vasco da Gama, que seria o campeão da Copa João Havelange naquele ano.

#### Copa Sul e Copa Conmebol
Também nessa época, o Paraná participou da Copa Sul e a primeira fase, 3 quadrangulares, passando os dois melhores de cada para as semifinais. O Tricolor, pelo grupo B, classificou-se em 2º lugar, atrás do Internacional-RS, com 3 vitórias, 1 empate e 2 derrotas, marcando e sofrendo 11 gols. Nas semifinais, dois triangulares e de um lado, os três principais gaúchos (a dupla Grenal e o Juventude), do outro, o trio de ferro paranaense. O tricolor estreou mal, apenas empatando em casa, contra o Atlético-PR. No jogo seguinte, no Couto, novo empate, dessa vez contra o Coxa, com os dois jogos terminando em 1 a 1. Na sequência, duas vitórias rubro-negras nos Atletibas (3 a 0 e 3 a 1) colocaram os atleticanos com a mão na vaga.
Paraná e Atlético jogaram no Couto Pereira, no dia 28 de março, e o tricolor ganhou por 1 a 0, naquela que é considerada como uma das mais dramáticas vitórias da história do Paraná Clube. O resultado, contudo, não bastava e com 5 pontos, contra sete do Atlético, o Paraná precisava ainda vencer o já eliminado Coritiba para levar a vaga. No dia 4 de abril, o tricolor goleou por 4 a 2 e garantiu a classificação, e com melhor campanha ao longo do torneio, o Paraná ficou com a vantagem de mando na decisão.
O primeiro jogo contra o Grêmio seria em Porto Alegre e o segundo em Curitiba e, havendo necessidade, o terceiro seria novamente de mando paranista. No dia 13 de abril, o Paraná acabando sendo batido pelos gaúchos por 2 a 1 e cinco dias depois, o tricolor paranaense ganhou, fazendo 2 a 0 e graças ao saldo de gols dos dois jogos, o Paraná ficou, além da já adquirida vantagem de mando, também podendo jogar pelo empate. Mas naquele 25 de abril, o Grêmio ganhou do Paraná, jogando no Pinheirão, por 1 a 0 e com o resultado, o Paraná, vice-campeão, acabou ganhando o direito de disputar a Copa Conmenbol.
Vice-campeão da Copa Sul, o Paraná ganhou direito de disputar a Copa Conmebol (que seria extinta no final daquele ano) graças a desistência do campeão da copa regional, o Grêmio de Porto Alegre.
O Tricolor foi o segundo time do Estado a participar de uma competição oficial internacional, antes mesmo de Clubes rivais centenários.
Contudo, o Paraná desprestigiou por completo a competição. Nos meses finais do ano 1999, o Clube estava envolvido com a disputa do brasileirão, e o time principal foi poupado, infelizmente.
Acabaram inscritos reservas e juniores; na primeira fase, diante do San Lorenzo paraguaio, vitória em Curitiba por 1 a 0 (gol de Juliano) e derrota no Paraguai por 2 a 1 (Evandro).
Nas quartas de final, derrota em Córdoba, Argentina, por 1 a 0 e vitória em Curitiba pelo mesmo placar (Deivison) diante do Talleres, e nos pênaltis, 3 a 1 para os argentinos. Tricolor eliminado. O próprio Talleres acabaria campeão da Copa Conmebol 99.

### 2001-2005: época de vacas magras
Entre 2001 e 2005, o Tricolor da Vila foi duas vezes vice-campeão Paranaense, nos anos de 2001 e 2002 (vice-campeão do Supercampeonato Paranaense). Em 2004, um quase rebaixamento no estadual rendeu a disputa e "título" do Torneio da Morte.
Em 2002, o Clube realizou uma excursão para a Ucrânia, com vitórias sobre o Karpaty (1 a 0), combinado da Galitchna em Tchervonograd (2 a 0) e a mais importante de todas, vitória sobre a Seleção Olímpica da Ucrânia por 1 a 0, renderam um troféu simbólico, pela passagem vitoriosa em terras estrangeiras. No Campeonato Brasileiro de 2003, foi o 10° colocado, com um elenco forte, e obteve vaga para disputar a sua primeira Copa Sul Americana. Em 2005, outra boa campanha, com a 7ª colocação no brasileirão.
Na Copa Sul Americana de 2004, segunda participação oficial paranista em torneios internacionais, o desempenho foi fraco. No primeiro jogo realizado no Pinheirão, vitória sobre o Santos por 2 a 1, mas na Vila Belmiro a equipe santista bateu o tricolor por 3 a 0.
Neste período, o tricolor conquistou a Copa Vila Velha em 2004 e o Torneio Quadrangular em Tangará da Serra-MS, com o clube utilizando os jogadores das categorias de base.

### 2006-2007: título estadual, Libertadores e rebaixamento
Neste período, houve divergências com a tabela da Copa do Brasil, divulgada sem a participação do Paraná, e após duas semanas de contestação, o Bandeirante-DF, convenientemente desistiu de participar, abrindo vaga para o tricolor. Incluído na competição, o clube foi derrotado por 3 a 1 no Ceará e empate por 2 a 2 em Curitiba, sendo eliminado logo na estreia.
Ainda pela Copa do Brasil de Futebol, no ano de 2002, o Paraná estreou com uma vitória de 3 a 1 sobre o Clube Atlético Bragantino, em Bragança Paulista, eliminando o jogo de volta. A seguir, o Paraná fez 2 a 0 sobre o Guarani e em Campinas, empate em 1 a 1, classificando-se. Pelas oitavas de final, vitória, de virada, por 3 a 1 sobre o Botafogo em pleno Maracanã. Novo empate em 1 a 1, em Curitiba, no jogo de volta, foi suficiente para seguir adiante. Nas quartas de final, derrota Corinthians por 3 a 1, São Paulo e no jogo de volta, o tricolor ganhou por 1 a 0 mas foi desclassificado
Em 2004, o clube da Gralha-Azul voltou a participar de uma competição continental, a Copa Sul-Americana de 2004, após a 10ª colocação no Brasileirão, porém, foi eliminado logo na 1ª rodada do torneio, ainda em sua fase nacional. O adversário paranista foi o Santos Futebol Clube, que seria o Campeão Brasileiro daquele ano, com o primeiro jogo no Pinheirão, o Paraná vencendo por 2 a 1, gols de Fernando e Maranhão. Na partida de volta, vitória dos paulistas por 3 a 0 e consequente eliminação. Ainda pelo ano de 2004, no Paranaense, o clube brigou para não ser rebaixado.
No ano seguinte, um Campeonato Paranaense sem títulos, mas em contrapartida, o 7º lugar no Brasileirão levou o clube paranista para a Copa Sul-Americana de 2006, quando o Paraná não passou da primeira fase após duas derrotas para o rival, Atlético-PR. Ainda em 2006, o Paraná conquistou o 7º título estadual, com apenas 2 derrotas, após 9 anos sem títulos. No Brasileirão de 2006, o clube conquistou a vaga na Taça Libertadores da América de 2007.
Em 2007, no estadual, o Paraná perdeu o bicampeonato para Paranavaí, após empate sem gols, ficando com a segunda colocação. e na Taça Libertadores, enfrentou, na 1ª fase, o Cobreloa do Chile em duas partidas eliminatórias. A primeira, em Calama, terminou com uma vitória paranista por dois gols a zero. A segunda, em Curitiba, terminou num empate de um a um e consequentemente, a equipe do Paraná se classificou para a fase de grupos, onde enfrentou Flamengo, Real Potosí (Bolívia) e Maracaibo (Venezuela). Com uma campanha razoável, terminou a fase em 2º lugar, com 9 pontos, à frente de Real Potosí, que fez 6 pontos, e Maracaibo, que fez apenas 2, e atrás do Flamengo, que fez 16 pontos, classificando-se, assim, para as oitavas de final, onde enfrentou o Libertad, do Paraguai, perdendo em Curitiba por 2 a 1 para os paraguaios e empatando, em 1 a 1, no Paraguai, sendo eliminado.
 Campanha Libertadores da América de 2007
| Cobreloa        | 0-2 | Paraná          |
| Paraná          | 1-1 | Cobreloa        |
| Unión Maracaibo | 2-4 | Paraná          |
| Paraná          | 2-0 | Real Potosí     |
| Paraná          | 0-1 | Flamengo        |
| Flamengo        | 1-0 | Paraná          |
| Real Potosí     | 3-1 | Paraná          |
| Paraná          | 2-1 | Unión Maracaibo |

| 3 de maio de 2007  | 3 de maio de 2007 | 3 de maio de 2007 | 3 de maio de 2007 |
| ------------------ | ----------------- | ----------------- | ----------------- |
| Paraná             | 1-2               | Libertad          | Curitiba          |
| 10 de maio de 2007 |                   |                   |                   |
| Libertad           | 1-1               | Paraná            | Assunção          |

No final do ano de 2007, o Paraná foi rebaixado para a Série B do Brasileirão, ficando na penúltima colocação da Série A.

### 2008 - 2016
Em 2008, o Paraná voltou a participar da Copa do Brasil e estreou na competição contra o Trem Desportivo Clube, jogando em Macapá, num empate sem gols. Na partida de volta, na Vila Capanema, o Paraná ganhou por 4 a 0. No final da partida, o então diretor de futebol Durval "Vavá" Lara Ribeiro surpreendeu em anunciar a contratação do veloz atacante Diego Ratinho, do time amapaense. Na fase seguinte, o Paraná enfrentou o Vitória, com a primeira partida em Curitiba, onde o tricolor derrotou o time baiano pelo placar mínimo, com um gol anotado por Joelson. O jogo foi marcado pela primeira aparição, em campo, do novo mascote do Paraná Clube, a renovada Gralha Azul. O segundo jogo foi disputado no estádio Barradão, em Salvador, e acabou com o resultado de 2 gols a 1 a favor do time rubro-negro, mas, o resultado classificou o tricolor.

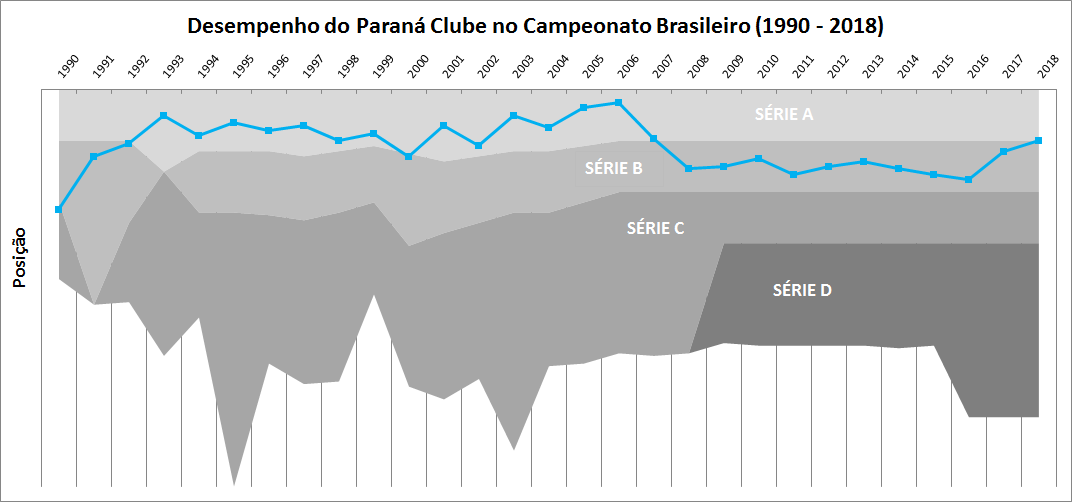
Desempenho do Paraná no Brasileirão (1990 - 2018).

O próximo adversário era o Internacional e na primeira partida, em Curitiba, o Paraná Clube ganhou por 2 a 0. No Beira-Rio, em Porto Alegre, o tricolor foi eliminado numa derrota por 5 a 1.
No ano de 2010, o Paraná lutou para permanecer na segunda divisão do campeonato nacional, mas não teve a mesma sorte na temporada de 2011 do certame regional. A equipe fez um péssimo primeiro turno no Campeonato Paranaense de 2011. Uma pequena reação no segundo turno não impediu que o Tricolor paranaense fosse rebaixado para a divisão de acesso em 2012, ao empatar com o Arapongas em 2 a 2 na Vila Capanema.
O Paraná ainda tentou escapar do rebaixamento, investindo em um julgamento em que acusava o Rio Branco, de Paranaguá, por escalação irregular de um jogador, mas depois de vários julgamentos, o clube do litoral foi inocentado e o Paraná teve que disputar a Divisão de Acesso do estadual em 2012. E com o ex-jogador e ídolo Ricardinho como técnico, o clube subiu de divisão em 2012, no regional.
Em 2013, o clube chegou muito perto de subir para Série A do Brasileiro, mas terminou o campeonato na 8ª posição, apenas 3 pontos do tão sonhado acesso. Nos anos de 2012, 2014, 2015 e 2016 na Série B do Campeonato Brasileiro, o clube jogou para manter-se nesta divisão, sem chegar a brigar por uma vaga a elite do brasileirão.

### Volta à Série A após 10 anos
No dia 18 de novembro de 2017, após uma década na Série B, o Tricolor conquistou o acesso a Série A com uma rodada de antecedência, ao derrotar a equipe do CRB em Macéio por 1 a 0.

### Sequência de rebaixamentos
Em 2018, retornando para a elite do futebol brasileiro, o tricolor acumulou a maior sequência de jogos sem vitória de um clube nesta divisão, até então, e foi rebaixado para a Série B, com apenas 27% de aproveitamento em todo o campeonato.
Em 2019 e 2020, disputou a Série B do Brasileirão. No dia 26 de janeiro de 2021 e com uma rodada de antecedência ao final da Série B de 2020, o clube foi rebaixado para o Campeonato Brasileiro de Futebol - Série C, na derrota de 1 a 0 para o Oeste Futebol Clube.
Em 18 de setembro de 2021, após o São José vencer o Oeste Futebol Clube em partida válida pela Série C de 2021, o Paraná foi rebaixado para a Série D, marcando o terceiro rebaixamento na competição nacional em apenas cinco temporadas e o segundo em um intervalo de nove meses.
No dia 26 de fevereiro de 2022, o time foi rebaixado para a segunda divisão do Campeonato Paranaense, após ser derrotado pelo União de Francisco Beltrão por 3 a 1.
No dia 13 de agosto do 2022, após a classificação nos pênaltis contra o FC Cascavel na fase de grupos, o Paraná é eliminado para o Pouso Alegre da Série D, ficando pela primeira vez na sua história sem divisão nacional.
Em 25 de junho de 2023, após uma série de empates com clubes de menor expressão, o Paraná é eliminado da segunda divisão do Campeonato Paranaense pelo Patriotas.

### A volta a elite do Campeonato Paranaense
Após duas temporadas, o Paraná Clube tem presença confirmada na elite do Paranaense 2025. A má fase do Tricolor chegou ao fim na manhã de um domingo, dia 14 de julho de 2024, após vencer o Patriotas por 3x0, no Couto Pereira, pela partida de volta da semifinal da Divisão de Acesso.
Na final da Divisão de Acesso, o Paraná enfrentou o Rio Branco Sport Club. O Tricolor acabou vencendo o rival nos pênaltis, logo após duas partidas, e garantiu o título.

### Terceiro rebaixamento no estadual
Em 2025, menos de um ano após conquistar o título da Divisão de Acesso e a promoção para primeira divisão do Campeonato Paranaense, o time foi novamente rebaixado para a segunda divisão do estadual após terminar a competição em último lugar, com sete pontos conquistados e uma vitória em 11 jogos, sendo rebaixado no dia 12 de janeiro, na 10ª rodada  —  uma rodada de antecedência  — , ao perder para o Cianorte, por 2 a 0, no Estádio Municipal Olímpico Albino Turbay. Este foi o terceiro rebaixamento do time em 13 anos, sendo que os anteriores ocorreram em 2011 e 2022.

## Principais títulos
| HONRARIAS | HONRARIAS                                  | HONRARIAS | HONRARIAS                                 |
|           | Premiação                                  | Honra     | Temporadas                                |
| --------- | ------------------------------------------ | --------- | ----------------------------------------- |
|           | Melhor Clube do Mundo em Fevereiro de 2007 | 1         | 2007                                      |
| NACIONAIS |                                            |           |                                           |
|           | Competição                                 | Títulos   | Temporadas                                |
|           | Campeonato Brasileiro - Série B            | 1         | 1992                                      |
| ESTADUAIS |                                            |           |                                           |
|           | Competição                                 | Títulos   | Temporadas                                |
|           | Campeonato Paranaense                      | 7         | 1991, 1993, 1994, 1995, 1996, 1997 e 2006 |
|           | Campeonato Paranaense - 2ª Divisão         | 2         | 2012 e 2024                               |
|           | Taça dos Campeões                          | 1         | 1995                                      |
| TOTAL     |                                            |           |                                           |
|           | Conquistas                                 | Títulos   | Categorias                                |
|           | Títulos oficiais(1)                        | 11        | 1 Nacional e 10 Estaduais                 |

* Em 2000, o Paraná Clube foi campeão do Módulo Amarelo da Copa João Havelange, considerado por alguns autores/historiadores como equivalente à Série B; no entanto, a equiparação não é oficial da CBF.
** Herança Clubes Ancestrais:
Clube Atlético Ferroviário - 8 Campeonatos Paranaenses (1937, 1938, 1944, 1948, 1950, 1953, 1965, 1966) e 3 Taças Cidade Curitiba (1948, 1949 e 1965)
Britânia Sport Club - 7 Campeonatos Paranaenses (1918, 1919, 1920, 1921, 1922, 1923, 1928)
Palestra Itália Futebol Clube - 3 Campeonatos Paranaenses (1924, 1926, 1932)
Esporte Clube Pinheiros - 2 Campeonatos Paranaenses (1984, 1987) e 2 Taças Cidade Curitiba (1977 e 1985)
Esporte Clube Água Verde - 1 Campeonato Paranaense (1967)
Colorado Esporte Clube - 1 Campeonato Paranaense (1980) e 2 Taças Cidade Curitiba (1974 e 1975). 

## Estatísticas

### Temporadas
Campeão.
     Vice-campeão.
|      | Campeonato Paranaense | Campeonato Paranaense | Copa Sul/Sul-Minas | Copa do Brasil   | Campeonato Brasileiro | Campeonato Brasileiro | Sul-Americana     | Libertadores     |
| Ano  | Div.                  | Pos.                  | Fase Máxima        | Fase Máxima      | Div.                  | Pos.                  | Fase Máxima       | Fase Máxima      |
| ---- | --------------------- | --------------------- | ------------------ | ---------------- | --------------------- | --------------------- | ----------------- | ---------------- |
| 2025 | 1ª                    | 12º                   | Não foi disputada  | —                | —                     | —                     | —                 | —                |
| 2024 | 2ª                    | Final                 | Não foi disputada  | —                | —                     | —                     | —                 | —                |
| 2023 | 2ª                    | 1ª fase               | Não foi disputada  | —                | —                     | —                     | —                 | —                |
| 2022 | 1ª                    | 12º                   | Não foi disputada  | 1ª fase          | D                     | 15º                   | —                 | —                |
| 2021 | 1ª                    | Quartas de final      | Não foi disputada  | 1ª fase          | C                     | 18º                   | —                 | —                |
| 2020 | 1ª                    | Quartas de final      | Não foi disputada  | 3ª fase          | B                     | 18º                   | —                 | —                |
| 2019 | 1ª                    | 6º                    | Não foi disputada  | 2ª fase          | B                     | 6º                    | —                 | —                |
| 2018 | 1ª                    | 2ª fase               | Não foi disputada  | 3ª fase          | A                     | 20º                   | —                 | —                |
| 2017 | 1ª                    | Quartas de final      | Não foi disputada  | Oitavas de final | B                     | 4º                    | —                 | —                |
| 2016 | 1ª                    | Semifinal             | Não foi disputada  | 2ª fase          | B                     | 15º                   | —                 | —                |
| 2015 | 1ª                    | Quartas de final      | Não foi disputada  | 1ª fase          | B                     | 13º                   | —                 | —                |
| 2014 | 1ª                    | Quartas de final      | Não foi disputada  | 2ª fase          | B                     | 11º                   | —                 | —                |
| 2013 | 1ª                    | 4º                    | Não foi disputada  | 1ª fase          | B                     | 8º                    | —                 | —                |
| 2012 | 2ª                    | Final                 | Não foi disputada  | Oitavas de final | B                     | 10º                   | —                 | —                |
| 2011 | 1ª                    | 11º                   | Não foi disputada  | 2ª fase          | B                     | 13º                   | —                 | —                |
| 2010 | 1ª                    | 4º                    | Não foi disputada  | 2ª fase          | B                     | 7º                    | —                 | —                |
| 2009 | 1ª                    | 5º                    | Não foi disputada  | 2ª fase          | B                     | 10º                   | —                 | —                |
| 2008 | 1ª                    | Semifinal             | Não foi disputada  | Oitavas de final | B                     | 11º                   | —                 | —                |
| 2007 | 1ª                    | Final                 | Não foi disputada  | —                | A                     | 19º                   | —                 | Oitavas de final |
| 2006 | 1ª                    | Final                 | Não foi disputada  | —                | A                     | 5º                    | 2ª fase           | —                |
| 2005 | 1ª                    | 1ª fase               | Não foi disputada  | —                | A                     | 7º                    | —                 | —                |
| 2004 | 1ª                    | 1ª fase               | Não foi disputada  | —                | A                     | 15º                   | 1ª fase           | —                |
| 2003 | 1ª                    | 1ª fase               | Não foi disputada  | —                | A                     | 10º                   | —                 | —                |
| 2002 | 1ª                    | Final                 | Grupos             | Quartas de final | A                     | 22º                   | —                 | —                |
| 2001 | 1ª                    | Semifinal             | 1ª fase            | 1ª fase          | A                     | 14º                   | Não foi disputada | —                |
| 2000 | 1ª                    | Semifinal             | Semifinal          | 2ª fase          | B                     | Final                 | Não foi disputada | —                |
| 1999 | 1ª                    | Final                 | Final              | 1ª fase          | A                     | 17º                   | Não foi disputada | —                |
| 1998 | 1ª                    | 3º                    | Não foi disputada  | Quartas de final | A                     | 20º                   | Não foi disputada | —                |
| 1997 | 1ª                    | Final                 | Não foi disputada  | 1ª fase          | A                     | 13º                   | Não foi disputada | —                |
| 1996 | 1ª                    | Final                 | Não foi disputada  | Quartas de final | A                     | 16º                   | Não foi disputada | —                |
| 1995 | 1ª                    | Final                 | Não foi disputada  | Quartas de final | A                     | 13º                   | Não foi disputada | —                |
| 1994 | 1ª                    | Final                 | Não foi disputada  | 1ª fase          | A                     | 18º                   | Não foi disputada | —                |
| 1993 | 1ª                    | Final                 | Não foi disputada  | —                | A                     | 10º                   | Não foi disputada | —                |
| 1992 | 1ª                    | 3º                    | Não foi disputada  | Oitavas de final | B                     | 1º                    | Não foi disputada | —                |
| 1991 | 1ª                    | Final                 | Não foi disputada  | —                | B                     | 6º                    | Não foi disputada | —                |
| 1990 | 1ª                    | Semifinal             | Não foi disputada  | —                | C                     | 3º                    | Não foi disputada | —                |

### Participações
|  | Participações em 2025 |

| Competição         | Competição                   | Temporadas              | Melhor campanha            | Estreia | Última | P | R |
| Paraná             | Campeonato Paranaense        | 32                      | Campeão (7 vezes)          | 1990    | 2025   |   | 3 |
| Paraná             | Série Prata                  | 3                       | Campeão (2012 e 2024)      | 2012    | 2024   | 2 | – |
| Paraná             | Supercampeonato Paranaense   | 1                       | Vice-campeão (2002)        | 2002    | 2002   |   |   |
|                    | Primeira Liga                | 1                       | Semifinal (2017)           | 2017    | 2017   |   |   |
| Brasil             | Campeonato Brasileiro        | 16                      | 5º colocado (2006)         | 1993    | 2018   |   | 3 |
| Brasil             | Série B                      | 15                      | Campeão (1992)             | 1991    | 2020   | 3 | 1 |
| Brasil             | Série C                      | 2                       | 3º colocado (1990)         | 1990    | 2021   | 1 | 1 |
| Brasil             | Série D                      | 1                       | 15º colocado (2022)        | 2022    | 2022   | – |   |
| Brasil             | Copa do Brasil               | 24                      | Quartas de final (4 vezes) | 1992    | 2022   |   |   |
|                    | Copa Libertadores da América | 1                       | Oitavas de final (2007)    | 2007    | 2007   |   |   |
| Copa Sul-Americana | 2                            | 2ª fase (2006)          | 2004                       | 2006    |        |   |   |
| Copa CONMEBOL      | 1                            | Oitavas de final (1999) | 1999                       | 1999    |        |   |   |

## Estádios
Advindo de fusões, o Paraná possui em seu patrimônio dois estádios de futebol: O Durival Britto e Silva (Vila Capanema) e o Erton Coelho Queiroz (Vila Olímpica do Boqueirão).

### Durival Britto e Silva: a Vila Capanema
Depois de inaugurado, passou a ser o terceiro maior estádio do país, com capacidade inferior apenas ao Pacaembu, em São Paulo e ao São Januário, no Rio de Janeiro.
Quando o Brasil ganhou o direito de sediar a Copa do Mundo de futebol em 1950, a primeira após 12 anos de paralisação por causa do grande conflito mundial, a cidade de Curitiba credenciou-se para ser uma das sub-sedes. A Federação Paranaense de Futebol ofereceu à CBD - então Confederação Brasileira de Desportos - o recém inaugurado Estádio Durival Britto.
A CBD incluiu Curitiba no circuito da Copa, graças à existência do estádio do Ferroviário, e uma comissão de vistoria veio até a cidade para analisar o estádio da Vila. O estádio foi aprovado por unanimidade e, no dia 25 de junho de 1950, ficou lotado para o jogo entre Espanha e Estados Unidos. O segundo jogo da Copa em Curitiba aconteceu no dia 29 de junho: entre Paraguai e Suécia. O estádio Durival Britto e Silva entrava para a história das grandes praças esportivas do mundo.
Vila, tá na Hora!
Após o arrendamento do Pinheirão, o Paraná relegou a Vila Capanema à jogos eventuais e partidas das categorias de base. Entre os profissionais, o estádio tinha sido usado pela última vez durante o Paranaense de 2006.
No final de 2005, após muitos pedidos da torcida, o Paraná iniciou a campanha de retorno ao seu estádio. Capitaneada pelo diretor de Marketing, Neto Gayer, iniciaram-se uma série de obras de ampliação e de adequação ao Estatuto do Torcedor. Além das reformas no gramado, bares, banheiros, etc., houve a construção da curva norte, com capacidade para 8.000 pessoas, e também a construção e instalação de 72 camarotes sobre a arquibancada da reta do relógio.
Os camarotes foram vendidos rapidamente, a preços entre R$ 26.000,00 e R$ 39.000,00, com arrecadação de R$ 1.820.000,00 (quase dois milhões de reais), alavancando as obras, orçadas em dois milhões e meio de reais. Além disso, uma série de produtos, como canecas, pulseiras e chaveiros foram lançados. Com excelente resposta da torcida, a reconstrução da Vila foi toda feita com esses recursos.
A reinauguração do Estádio, agora com capacidade para 20.083 pessoas, aconteceu na noite do dia 20 de setembro de 2006, quando o Paraná venceu a equipe do Fortaleza por 2 a 0, em partida válida pela 25ª rodada Campeonato Brasileiro.

### Erton Coelho Queiroz: a Vila Olímpica do Boqueirão
Situado no bairro do Boqueirão, região Sul de Curitiba, com capacidade para 10.000 pessoas, o estádio pertencia ao Esporte Clube Pinheiros e com o advento da fusão, passou a ser de propriedade do clube. O local foi palco dos títulos estaduais de 1994 e 1997. No título de 1997, a torcida paranista estabeleceu o recorde de público do estádio, 18.245 torcedores assistiram o jogo Paraná 3 x 0 União Bandeirante com o Tricolor sagrando-se Pentacampeão paranaense.

### Pinheirão
No final do século passado, o Paraná firmou um polêmico contrato com a Federação Paranaense de Futebol (FPF), arrendando o Estádio do Pinheirão. O acordo não foi visto com bons olhos pela torcida e parte da diretoria, isto porque, o ato foi visto como uma desvalorização do patrimônio do clube, uma vez que o clube já possuía seu estádio, a Vila Capanema, além disso, o Pinheirão era um estádio malvisto pela torcida. Outros fatores também contribuíram para a rejeição do projeto, uma vez que a torcida alegava que a visão de campo não era boa. Em 2002 o contrato foi revisto e o Pinheirão voltou a ser alugado.
Em 2006, o Durival de Britto foi reformado, com o apoio da torcida ao projeto "Vila, tá na hora", que voltou a ser a casa do Paraná Clube, já que no dia 30 de Maio de 2007 o Pinheirão foi interditado conforme solicitação do Ministério Público do Paraná, que cobrava diversas dívidas com o INSS, com o IPTU da Prefeitura de Curitiba e outros credores.
Em 2012, mais especificamente no dia 28 de Junho, o estádio foi a leilão, sendo arrematado pelo empresário João Destro ao valor de R$ 57,5 milhões. Esta foi a segunda tentativa de leilão, uma vez que no dia 14 de Junho ele foi colocado a um preço mínimo de R$ 69 milhões, entretanto não apareceu nenhum interessado.

### Estádio Paula Soares
O Estádio Paula Soares foi inaugurado no domingo, dia 6 de junho de 1965, numa partido do Campeonato Paranaense entre o Britânia Sport Club e o Esporte Clube Água Verde. Foi o segundo estádio de propriedade do Britânia, pois o primeiro, que homenageava a mesma pessoa, era localizado no Bairro Portão, o Estádio Major Paula Soares Neto, demolido no final da década de 1940 para dar lugar a uma fábrica de sacos de aniagem.
O Paula Soares foi o segundo estádio, construído no bairro Guabirotuba. Em 1971, passou a ser patrimônio do Colorado Esporte Clube em função da fusão do Britânia com o Clube Atlético Ferroviário. Em 1998 o estádio foi vendido para a rede de atacadistas Sonae (dona da marca Hipermercado Big até então). Era um estádio com a capacidade para 5 mil pessoas e pouco utilizado pelas equipes como Colorado EC e Paraná Clube, já que o Colorado tinha outro estádio com maior capacidade, assim como o Paraná Clube.

## Competições internacionais
O Tricolor disputou quatro competições sul-americanas oficiais: a antiga Copa Conmebol, em 1999, a Copa Sul-Americana, em 2004 e 2006 e também a Copa Libertadores da América de 2007, além de um Torneio Internacional realizado na Costa Rica em 1994, naquela que seria a primeira aparição tricolor no cenário internacional.

### Torneio Internacional KLM 1994
Ocimar Batista Bolicenho fez questão de chefiar a delegação que realizaria a primeira excursão internacional do Clube. Após definidos os detalhes e datas, veio a confirmação da participação do Paraná Clube no Torneio KLM Airlines de Aviación em San Jose na Costa Rica.
O primeiro jogo no torneio foi contra a Liga Deportiva Alajuelense, no Estádio na Província de Alajuela - região metropolitana de San Jose. O Paraná perdeu por 2 a 1 para os donos da casa, e Saulo novamente entrou para a história do clube, marcando o primeiro gol internacional do Paraná. No dia seguinte, o Tricolor enfrentou o Deportivo Saprissa, clube mais popular de San Jose e o resultado foi 2 a 2. O último jogo do torneio foi contra o Borussia Dortmund, no Estádio Municipal de San Jose e o resultado foi 1 a 1.
Terminado o quadrangular, houve um amistoso em Lemon, à 100km da capital San Jose, e o resultado foi uma nova derrota para o clube local por 1 a 0, com um público diminuto. Na chegada ao Brasil, muitas críticas ao Paraná Clube, que deixara de realizar a pré-temporada, para uma aventura improdutiva, que não dera certo.

## Símbolos

### Cores
Em função da escolha do nome Paraná Clube, a primeira sugestão era de uma bandeira verde e branca, com as cores do Estado, porém foi logo descartada, pela semelhança com as cores de um dos seus rivais, o Coritiba.
A segunda alternativa eram as cores azul do Pinheiros, vermelho do Colorado e branca comum a ambos; camisa dividida ao meio em azul e vermelho e uma águia dourada no distintivo.
Tal águia foi substituída pela Gralha-Azul, para concretizar a ideia paranista do novo clube, que tem também a Araucária no emblema e o nome Paraná Clube e que até hoje, tornou-se identidade do Tricolor.

### Mascote
O mascote do Paraná Clube é a gralha-Azul, ave símbolo do Estado. Foi desenvolvida pelo Departamento de Marketing do clube em 2008, com sua reestreia (pois o clube já teve outra mascote de campo) no jogo Paraná 1 x 0 Vitória pela Copa do Brasil de 2008, realizado em 19 de março do mesmo ano.
O clube tem ainda no seu brasão o Pinheiro-do-Paraná (Araucária), árvore que também simboliza o estado do Paraná.
A gralha-azul é o principal animal disseminador da araucária. Durante o outono, quando as araucárias frutificam, bandos de gralhas laboriosamente estocam os pinhões para deles se alimentar posteriormente. As gralhas azuis encravam fortemente os pinhões no solo ou em troncos caídos no solo, já em processo de putrefação, ou mesmo nas partes aéreas de raízes nas mesmas condições, local propício para a formação de uma nova árvore.
No folclore do estado do Paraná atribui-se a formação e manutenção das florestas de araucária a este pássaro, como uma missão divina, razão porque as espingardas explodiriam ou negariam fogo quando eram apontadas para as gralhas.
Talvez por esta razão a Lei Estadual nº 7.957 de 21 de novembro de 1984 a consagra como "ave símbolo" do Estado do Paraná. (Art. 1º. - É declarada ave-símbolo do Paraná o passeriforme denominado Gralha-Azul, Cyanocorax caeruleus, cuja festa será comemorada anualmente durante a semana do meio ambiente, quando a Secretaria da Educação promoverá campanha educativa sobre a relevância daquela espécie avícola no desenvolvimento florestal do Estado, bem como no seu equilíbrio ecológico).
Desse modo, tanto a gralha-azul, como a árvore araucária, passaram a morar não só na natureza, mas também no coração de todos os paranaenses e, obviamente, do belo emblema Paranista.

## Torcida
Segundo pesquisa realizada em 2008, o Tricolor da Vila possui 3,2% de torcedores do estado do Paraná, ocupando a oitava colocação entre as demais torcidas do estado e a terceira entre os clubes paranaenses. Em 2012, a Pluri/Ibope apresentou nova pesquisa, indicando os torcedores tricolores como 27° colocados dentro de uma estimativa de torcedores dos principais clubes do país, totalizando 0,3 milhões. Em números absolutos, o Paraná Clube tem cerca de 300.000 torcedores no Estado do Paraná.
Sua principal Torcida organizada é a Fúria Independente. Existe também o Movimento Popular Paranista, que é um grupo de torcedores que assistem os jogos na famosa reta do relógio da Vila Capanema, mas não se denominam torcida organizada.

### Maiores públicos
Em seis ocasiões a torcida do Paraná levou mais de 35.000 torcedores em seus jogos.
- Jogos contra clubes de outros estados.[35][36][37][38]

1. Público: 41.955, em 2 de novembro de 1994 - Paraná 0-0 Corinthians - Couto Pereira.
2. Público: 39.414, em 3 de outubro de 2017 - Paraná 1-0 Internacional - Arena da Baixada.
3. Público: 37.714, em 25 de novembro de 2017 - Paraná 1-1 Boa Esporte - Couto Pereira.
4. Público: 36.233, em 24 de setembro de 1994 - Paraná 2-4 Palmeiras - Couto Pereira.
5. Público: 35.336, em 16 de outubro de 1994 - Paraná 2-2 São Paulo - Couto Pereira.
6. Público: 35.180, em 25 de abril de 1999 - Paraná 0-1 Grêmio - Pinheirão.

## Rivalidades

### Coritiba
O Tricolor da Vila rivaliza desde sua origem com um outro clube popular de Curitiba, o Coritiba, o qual, inclusive, é o clube que mais enfrentou o Paraná Clube na história, 108 vezes.
Último confronto em 20 de fevereiro de 2022, pelo Campeonato Paranaense.
- Maior público:

1. Coritiba 0–4 Paraná, 38.821 pagantes, 27 de fevereiro de 1994, Estádio Couto Pereira.[39]

### Athletico-PR
O outro grande rival do Paraná Clube é o Athletico.
- Maior público:

1. Paraná 1–3 Athletico, 35.000, 17 de fevereiro de 1997, Estádio do Pinheirão (25.191 pagantes).[40]

### Londrina
Além dos clássicos históricos regionais, existe também rivalidade crescente com o Londrina, do interior do Paraná, por conta de disputas no Século XXI em competições estaduais e nacionais, nas quais os dois clubes disputam posições acirradamente. Essa rivalidade tem raízes profundas no futebol paranaense e tem produzido momentos memoráveis ao longo dos anos protagonizando uma disputa entre capital e interior.

## Partidas memoráveis
1. 4 de fevereiro de 1990 - Paraná 0-1 Coritiba - Couto Pereira
2. 8 de dezembro de 1991 - Paraná 1-1 Coritiba - Couto Pereira
3. 11 de julho de 1992 - Paraná 1-0 Vitória - Fonte Nova
4. 20 de janeiro de 1994 - Paraná 1-1 Borussia Dortmund - Estádio Nacional da Costa Rica
5. 10 de junho de 1994 - Paraná 1-1 Coritiba - Couto Pereira
6. 12 de junho de 1994 - Paraná 2-0 Deportivo La Coruña - Couto Pereira
7. 6 de agosto de 1995 - Paraná 1-0 Coritiba - Pinheirão
8. 28 de julho de 1996 - Paraná 1-0 Coritiba - Couto Pereira
9. 8 de junho de 1997 - Paraná 3-0 União Bandeirante - Vila Olímpica
10. 18 de novembro de 2000 - Paraná 3-1 São Caetano - Parque Antártica
11. 25 de novembro de 2000 - Paraná 3-0 Goiás - Serra Dourada
12. 19 de junho de 2002 - Paraná 1-0 Seleção Olímpica da Ucrânia - NSK Olimpiyskiy
13. 9 de abril de 2006 - Paraná 1-1 ADAP - Pinheirão
14. 3 de dezembro de 2006 - Paraná 0-0 São Paulo - Vila Capanema
15. 1 de fevereiro de 2007 - Paraná 2-0 Cobreloa - Municipal de Calama
16. 7 de fevereiro de 2007 - Paraná 1-1 Cobreloa - Vila Capanema
17. 15 de fevereiro de 2007 - Paraná 4-2 Unión Atlético Maracaibo - José Encarnación Romero
18. 21 de fevereiro de 2007 - Paraná 2-0 Real Potosí - Vila Capanema
19. 18 de abril de 2007 - Paraná 2-1 Unión Atlético Maracaibo - Vila Capanema
20. 22 de abril de 2007 - Paraná 3-1 Atlético-PR - Arena da Baixada
21. 27 de maio de 2007 - Paraná 4-3 Cruzeiro - Mineirão
22. 3 de outubro de 2017 - Paraná 1-0 Internacional - Arena da Baixada
23. 18 de novembro de 2017 - Paraná 1-0 CRB - Rei Pelé

## Partidas internacionais
- River Plate
- Nacional
- Talleres
- Cerro Porteño[42]
- Libertad
- San Lorenzo
- Cobreloa
- Saprissa
- Alajuelense
- Limonense
- Karpaty
- Halitchna
- Seleção Olímpica da Ucrânia
- Seleção Olímpica Ilhas Fiji
- Seleção da Austrália
- Real Potosí
- Uníon Maracaibo
- Borussia Dortmund
- La Coruña

## Jogadores históricos
- Ricardinho
- Gralak
- Saulo
- Maurílio
- Régis
- Lúcio Flávio
- Hélcio
- Flávio
- Ageu[43]
- Marcos
- Caio Júnior
- Thiago Neves
- Giuliano
- Tcheco
- Rodrigo Pimpão
- Kelvin Mateus de Oliveira
- Ilan

Jogador que mais marcou gols pelo clube
 Saulo104 gols

Jogador que mais vezes jogou pelo clube
 Marcos365 jogos

## Uniformes
| 1989 | Ver evolução | Atual |

## Treinadores
| Nome                 | Período          |
| -------------------- | ---------------- |
| Rubens Minelli       | 1990, 1994, 1997 |
| Otacílio Gonçalves   | 1991-1992, 1995  |
| Levir Culpi          | 1993             |
| Vanderlei Luxemburgo | 1995             |
| Antonio Lopes        | 1996             |
| Geninho              | 2000             |
| Gilson Kleina        | 2004, 2007       |
| Caio Júnior          | 2006             |
| Sérgio Soares        | 2009             |
| Velloso              | 2009             |
| Roberto Cavalo       | 2009, 2010-2011  |
| Marcelo Oliveira     | 2010             |
| Ricardo Pinto        | 2011             |
| Roberto Fonseca      | 2011             |
| Guilherme Macuglia   | 2011             |
| Ricardinho           | 2012, 2014       |
| Dado Cavalcanti      | 2013             |
| Claudinei Oliveira   | 2014, 2016, 2018 |
| Luciano Gusso        | 2015             |
| Nedo Xavier          | 2015             |
| Fernando Diniz       | 2015             |
| Marcelo Martelotte   | 2016             |
| Roberto Fernandes    | 2016             |
| Wagner Lopes         | 2017, 2018       |
| Cristian de Souza    | 2017             |
| Lisca                | 2017             |
| Matheus Costa        | 2017, 2019       |
| Rogério Micale       | 2018, 2020       |
| Alan Aal             | 2020             |
| Victor Annes         | 2020             |
| Gilmar Dal Pozzo     | 2020-2021        |
| Maurílio             | 2021             |
| Jorge Ferreira       | 2021, 2022       |
| Sílvio Criciúma      | 2021             |
| Rodrigo Cascca       | 2022             |
| Omar Feitosa         | 2022             |
| Marcão               | 2023             |
| Fahel Júnior         | 2023             |

## Elenco atual
- Última atualização: 29 de maio de 2024.[50][51]

Legenda
- : Prata da casa